# 서울 성룡사 고봉화상선요
고봉화상선요(高峰和尙禪要)는 서울특별시 서대문구 창천동, 성룡사에 있는 조선시대의 고봉화상선요이다. 2012년 3월 22일 서울특별시의 유형문화재 제324호로 지정되었다.

## 개요
《고봉화상선요》는 송·원대의 고승인 고봉 원묘(高峰 原妙,1238∼1295)의 《고봉대사어록》상하 중에서 법어와 서신을 수록한 상권의 일부를 따로 엮은 책으로, 고봉의 시자인 지정(持正)이 기록하고, 재가(在家) 제자인 홍교조(洪喬祖)가 엮었다.
이 책은 권미의 간기인 “智異山德奇寺開板 建文元年己卯八月 日重刊〔지리산덕기사개판 건문원년기묘팔월 일중간〕”로 보아 1399년(정종 1)에 지리산 덕기사에서 간행한 판본으로, 원나라 집운정사(集雲精舍)에서 무술년(1358)에 중간한 판본으로 번각하였음. 판심제는《要》이며, 단변과 쌍변, 유계와 무계가 혼재하는 등 판식이 일정하지 않다.
책머리에 있어야 할 홍교조의 서문 2장과 주영원의 발문 2장 등 4장이 결락되어 있으나, 현전하는《고봉화상선요》중에서 가장 오래된 판본이다.

## 조사보고서
《고봉화상선요》는 송, 원대의 고승인 고봉 원묘(高峰 原妙,1238〜1295)의 《고봉대사어록》 상하 중에서 법어와 서신을 수록한 상권의 일부를 따로 엮은 것이다. 고봉의 시자인 지정(持正)이 기록하고, 재가(在家) 제자인 홍교조(洪喬祖)가 엮었다. 내용은 선의 요체를 설명한 것인데, 전래된 이후 우리나
라의 불교사상에 큰 영향을 주었다는 평가를 받고 있다. 불교 강원의 중등과정인 사집과 교재로 채택됨으로써, 역시 사집과 교재인 《법집별행록병입사기》, 《대혜보각선사서》, 《선원제전집도서》 등과 함께 두루 간행되었다.
이 책은 권미의 간기인 “智異山德奇寺開板 建文元年己卯八月 日重刊〔지리산덕기사개판 건문원년기묘팔월 일중간〕”과 같이 1399년(정종 1)에 지리산 덕기사에서 간행한 판본이다. 다만 간행 당시 판하본을 따로 만들지 않고 원나라 집운정사(集雲精舍)에서 무술년(1358)에 중간한 판본으로 번각하였다. 1399년 간행당시 간선도인은 지봉(志峯), 각수는 신지(信智), 시주는 개인(芥因) 등이었다. 10행 18자이고 판심제는《要》이며, 단변과 쌍변, 유계와 무계가 혼재하는 등 판식이 일정하지 않다.
현전하는 국내 간본의 《고본화상선요》 중에는 이 덕기사 간본이 가장 앞선다. 그런데 원나라의 원간본은 전하지 않으므로 덕기사 간본이 한역불서로서는 가장 앞서는 셈이다. 1501년에 간행된 봉서사(鳳棲寺) 간본부터 독자적인 판하본을 마련하여 새기는 등 16세기 이후에 많이 간행되었다. 현재 약 30여종의 이판본이 전하고 있다.
수록된 내용과 분량은 개당보설(開堂普說)부터 실중삼관(室中三關)까지 본문 39장에 이어 경중 진원(鏡中 眞圓)의 서 2장, 호암 정복(虎巖 淨伏)의 발 2장 등 모두 43장이다.
동일한 간본으로는 규장각, 국립중앙도서관, 보림사 등에 전하고 있다. 이 중에서 규장각 소장본(古貴 1840-23C)은 책머리에 지원 갑오(至元 甲午, 1294) 9월에 홍교조가 쓴 서문 2장과 같은 해 10월에 주영원(朱潁遠)이 쓴 발문 2장이 있어 완전하다. 국립중앙도서관 소장본(古朝21-142)은 성룡사 소장본과 마찬가지로 앞의 서문과 발문이 없고, 또 맨 뒷장의 후면이 결락되었다. 보림사 소장본(전남 유형문화재 제195호)은 앞의 홍교조의 서문 중에서 첫째 장이 결락되었을 뿐 나머지는 완전하다.
이 책은 1399년(정종 1)에 지리산 덕기사에서 간행된 책으로, 책머리에 있어야 할 홍교조의 서문 2장과 주영원의 발문 2장 등 4장이 결락되어 있지만, 현전하는《고봉화상선요》중에서 가장 오래된 판본이라는 점에서 서울시 유형문화재로 지정한다.

## 같이 보기
- 고봉화상선요

## 참고 자료
- 고봉화상선요 - 국가유산청 국가유산포털